# Colombier du manoir de la Noë Verte
Le colombier du manoir de la Noë Verte est un édifice qui se dresse sur le territoire de la commune de Lanloup, dans le département des Côtes-d'Armor, en région Bretagne.
Le colombier et le manoir sont inscrits au titre des monuments historiques par arrêté du 6 juillet 2009.

## Description
Le colombier du XVe ou XVIe siècle, qui est en parfait état de conservation, comporte une coupole en gradin percée en son centre d'un oculus d'où peuvent s'envoler les pigeons. Le linteau de la porte est protégé par un arc de décharge.
L'intérieur comprend des centaines de boulins incurvés où nichent les couples de pigeons.

## Galerie

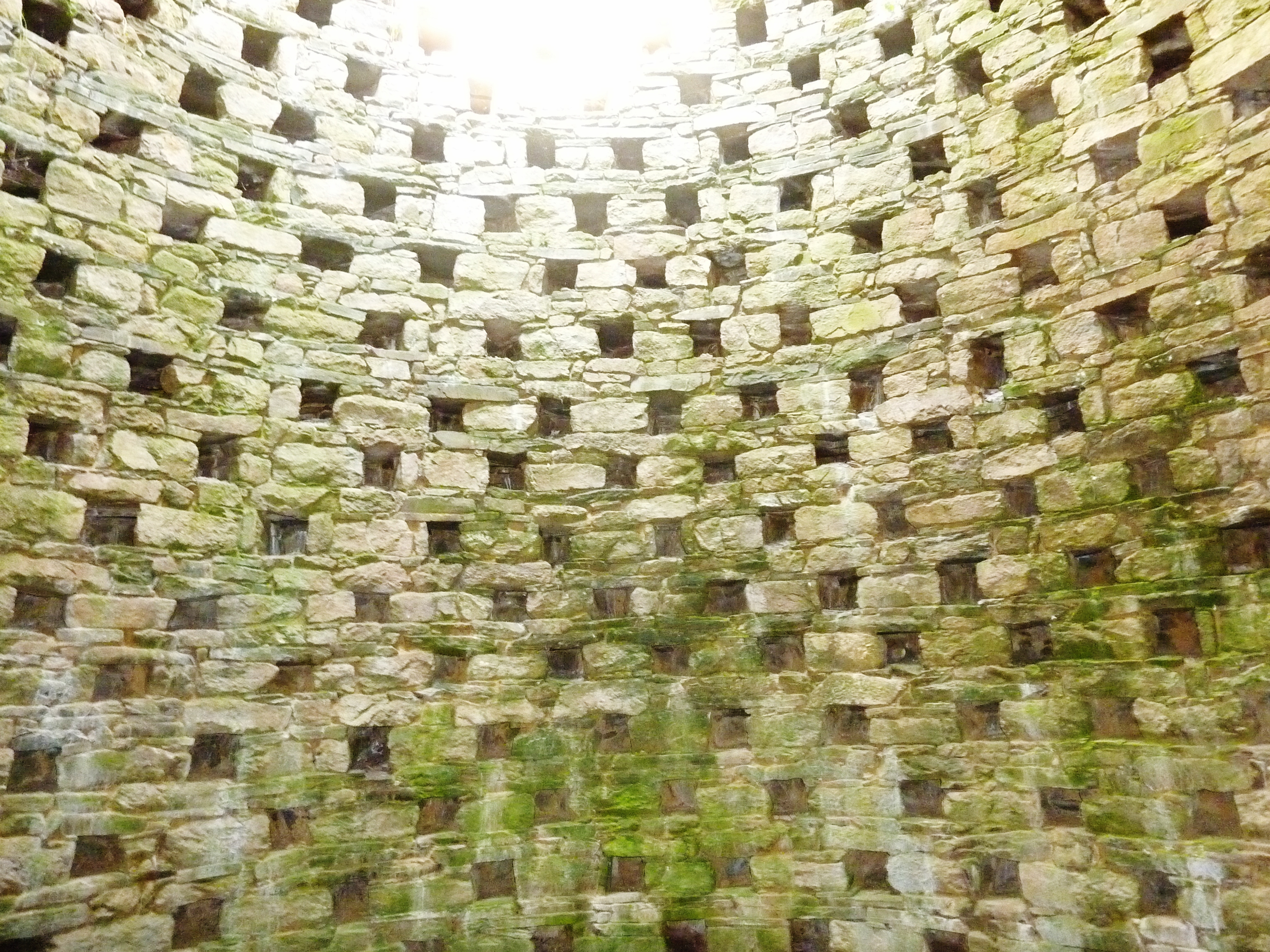
L'intérieur du colombier avec les boulins.
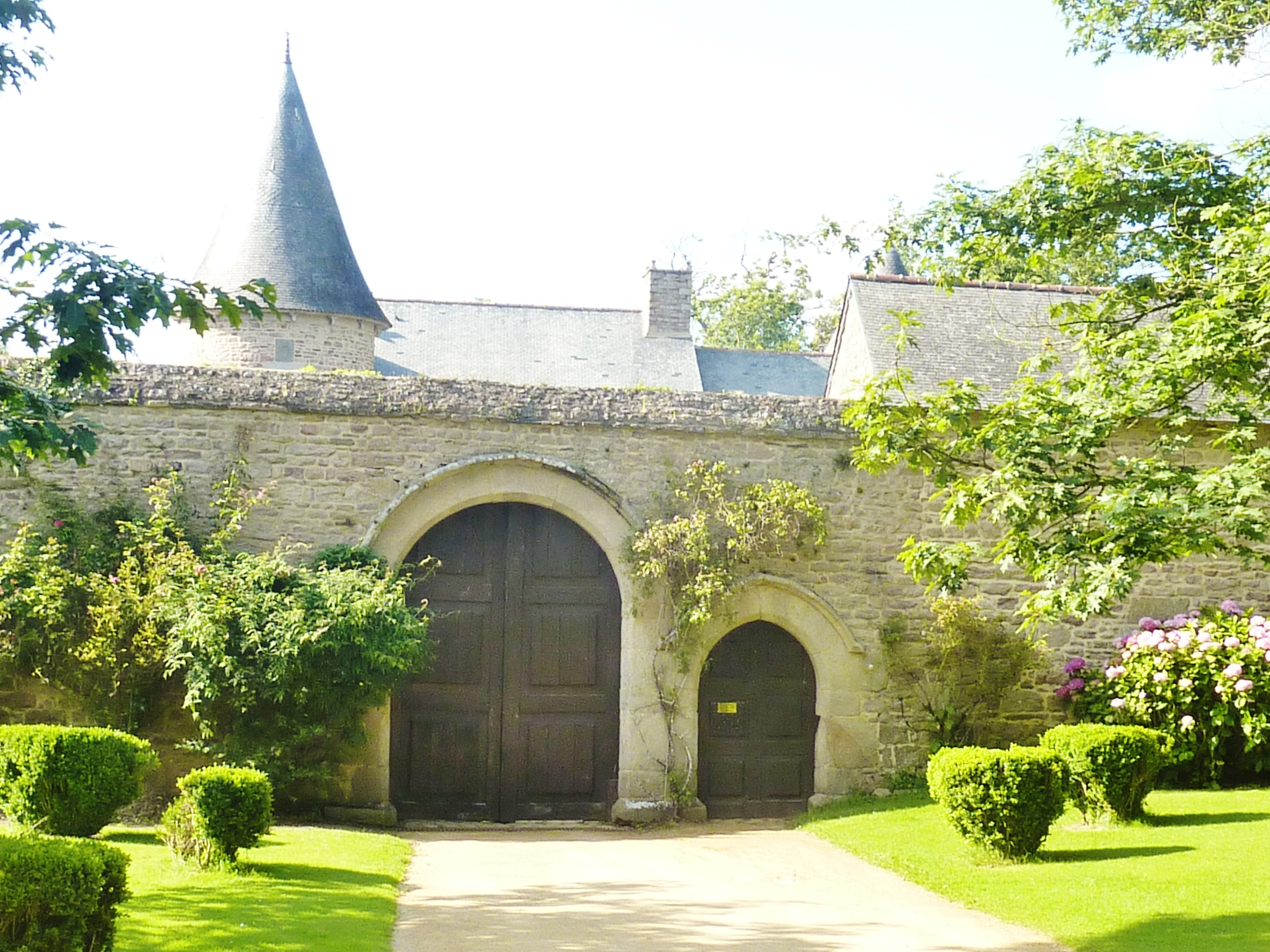
L'entrée du manoir.
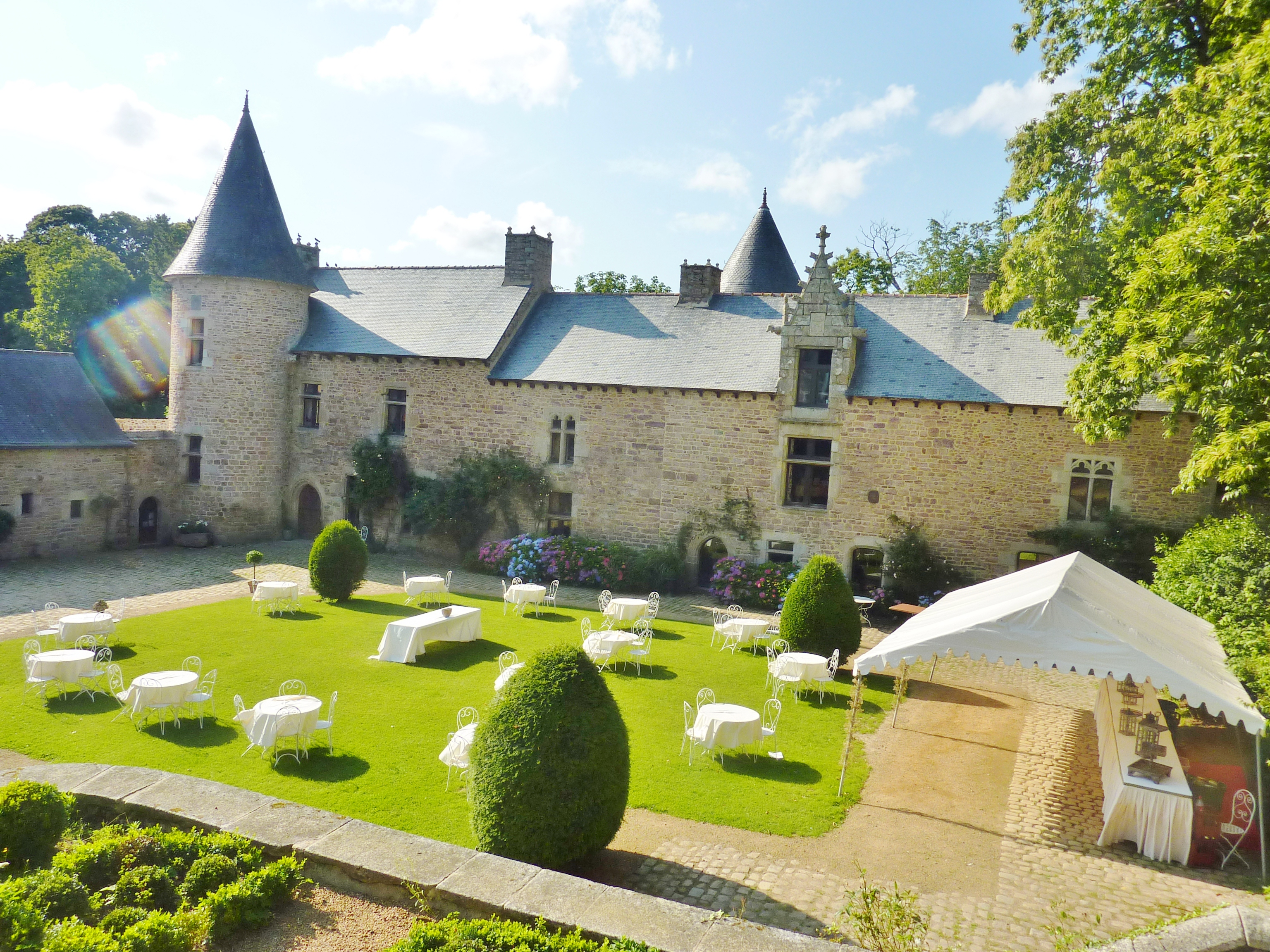
Le manoir et sa cour intérieure.